# Рискль
Рискль (фр. Riscle) — коммуна во Франции, находится в регионе Юг — Пиренеи. Департамент — Жер. Административный центр кантона Рискль. Округ коммуны — Миранд.
Код INSEE коммуны — 32344.

## География

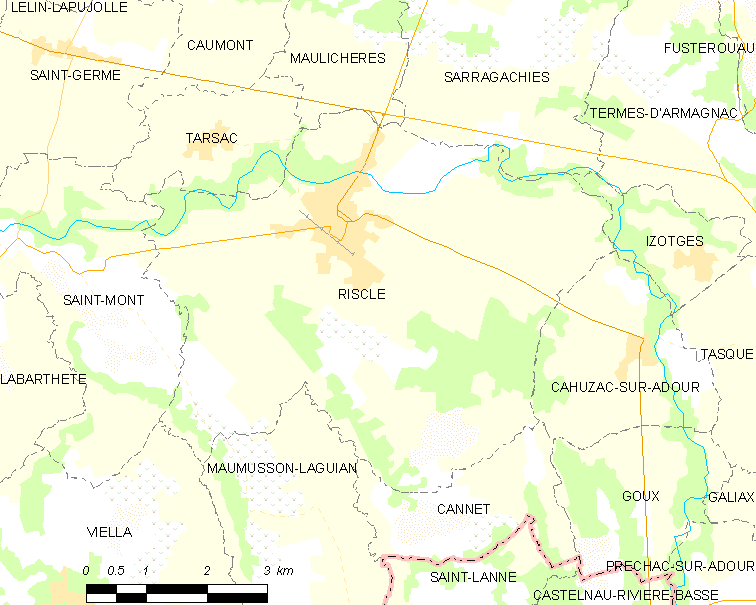
Карта коммуны

Коммуна расположена приблизительно в 610 км к югу от Парижа, в 125 км западнее Тулузы, в 55 км к западу от Оша.
На севере коммуны протекает река Адур.

## Климат
Климат умеренно-океанический. Лето жаркое и немного дождливое, температура часто превышает 35 °С. Зимой часто бывает отрицательная температура и ночные заморозки. Годовое количество осадков — 700—900 мм.

## Население
Население коммуны на 2010 год составляло 1727 человек.
| 1962 | 1968 | 1975 | 1982 | 1990 | 1999 | 2010 |
| ---- | ---- | ---- | ---- | ---- | ---- | ---- |
| 1679 | 1845 | 1841 | 1867 | 1778 | 1694 | 1727 |

## Администрация
| Период | Период | Фамилия        | Партия                  | Примечания                   |
| ------ | ------ | -------------- | ----------------------- | ---------------------------- |
| 1928   | 1959   | Сильвен Лумень |                         |                              |
| 1959   | 1978   | Рауль Деманд   |                         |                              |
| 1978   | 2001   | Клод Дер       |                         |                              |
| 2001   | 2008   | Жан-Клод Эжен  | Разные правые           | генеральный советник кантона |
| 2008   | 2014   | Ги Даррьё      | Социалистическая партия | генеральный советник кантона |
| 2014   | 2020   | Кристоф Террен | Разные правые           |                              |

## Экономика
В 2010 году среди 926 человек трудоспособного возраста (15-64 лет) 654 были экономически активными, 272 — неактивными (показатель активности — 70,6 %, в 1999 году было 65,9 %). Из 654 активных жителей работали 581 человек (285 мужчин и 296 женщин), безработных было 73 (38 мужчин и 35 женщин). Среди 272 неактивных 86 человек были учениками или студентами, 112 — пенсионерами, 74 были неактивными по другим причинам.

## Достопримечательности
- Церковь Св. Петра (XIV век). Исторический памятник с 1974 года[4]

## Фотогалерея

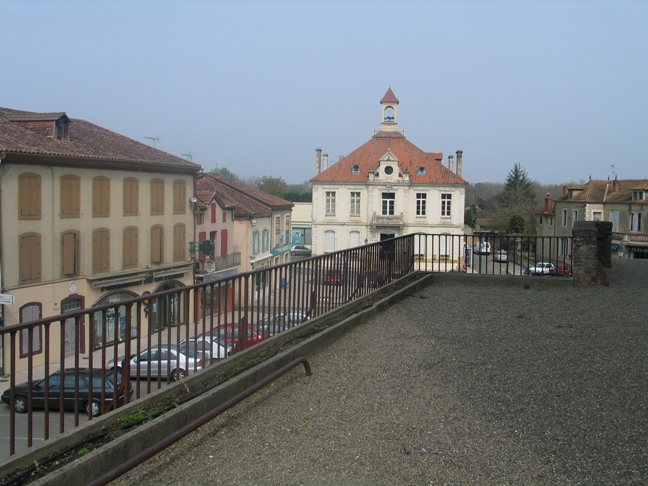
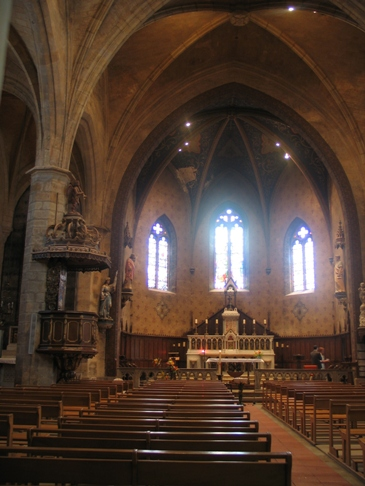
Интерьер церкви Св. Петра
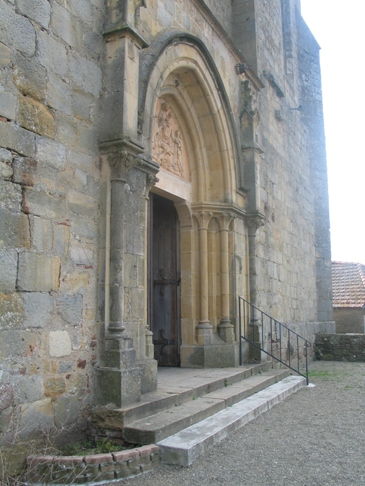
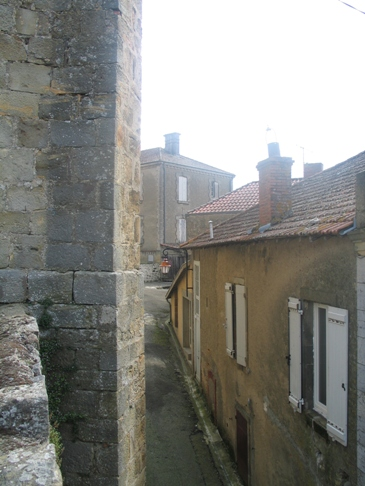
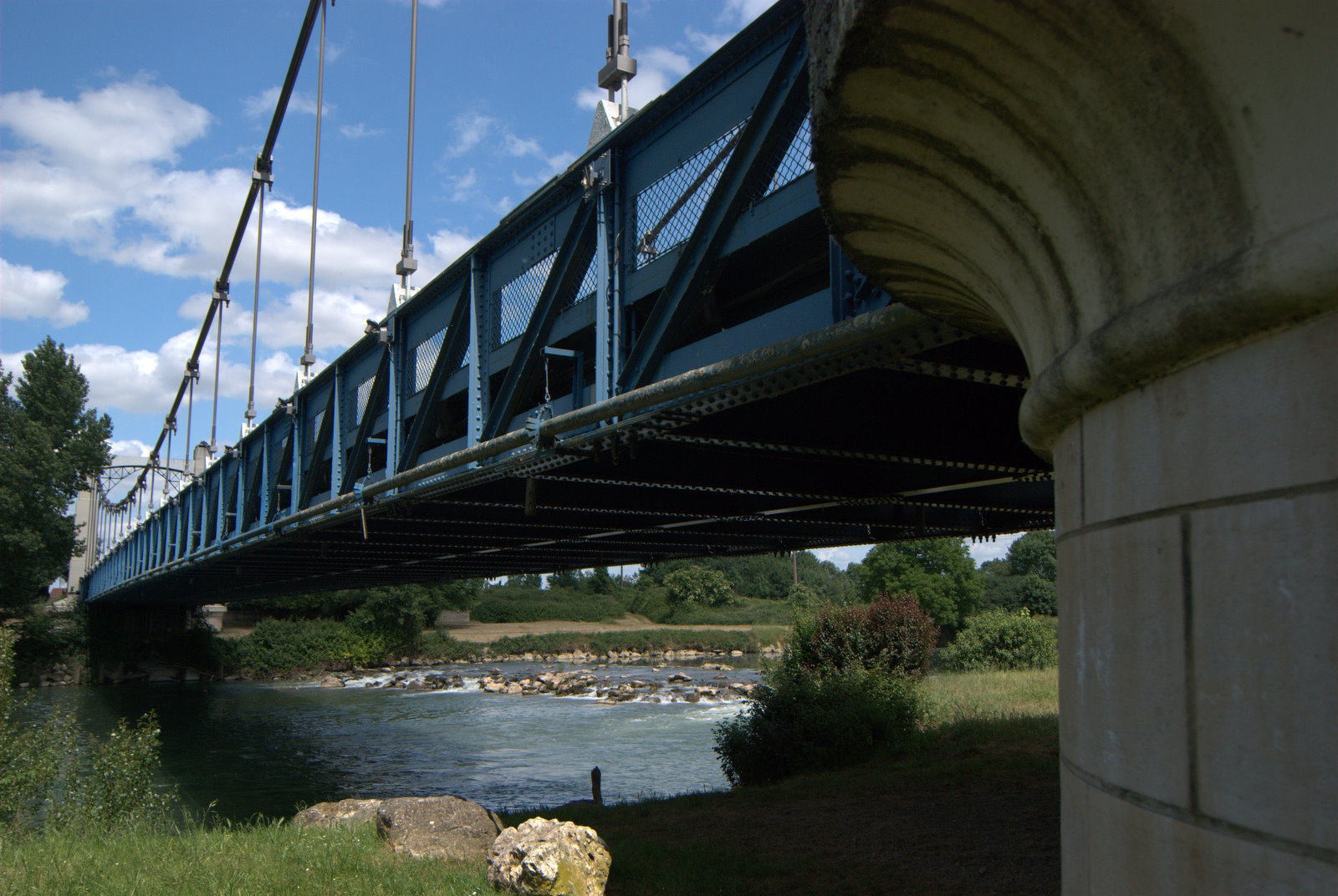
Мост через реку Адур